# Lac Valdaï
Le lac Valdaï (en russe : Озеро Валдай, Ozero Valdaï) ou lac de Valdaï (en russe : Валда́йское озеро, Valdaïskoïe ozero) est un lac situé au milieu des collines de Valdaï, dans l'oblast de Novgorod, en Russie. Il fait partie du parc national de Valdaï. La superficie du lac (îles exclues) est de 19,7 km² et sa profondeur moyenne est de 12 mètres (avec un point le plus creux à 60 mètres). Le lac gèle au début décembre et demeure gelé jusqu'au début mai. La ville de Valdaï est construite sur ses rives. Sur l'une des îles du lac se trouve le monastère Iversky, construit en 1653 par le patriarche Nikon.
Alexandre Radichtchev mentionne, à propos du lac Valdaï, une histoire très semblable au mythe de Héro et Léandre : un moine du monastère Iversky, tombé amoureux de la fille d'un habitant de Valdaï, et qui traversait chaque nuit le lac à la nage pour retrouver sa bien-aimée, finit par se noyer. L'auteur fait nommément référence à Héro et Léandre à ce sujet (mais doute qu'en l'occurrence, la jeune femme se soit laissée périr de désespoir).